# Nicola Guglielmo di Nassau
Nicola Guglielmo di Nassau (Biebrich, 20 settembre 1832 – Wiesbaden, 17 settembre 1905) fu l'unico figlio maschio di Guglielmo, Duca di Nassau avuto dalla sua seconda moglie la principessa Paolina di Württemberg.

## Biografia
Il 1º luglio 1868 sposò morganaticamente a Londra Natal'ja Aleksandrovna Puškina (1836 - 1913). Natal'ja era figlia del poeta e drammaturgo russo Aleksandr Sergeevič Puškin e di sua moglie Natal'ja Nikolaevna Gončarova, e una discendente di Abram Petrovič Gannibal e Petro Dorošenko Atamano dei Cosacchi Ucrainici, a sua volta nipote di Mychajlo Dorošenko. Natal'ja, inoltre, era divorziata dal Generale russo Michail Leont'evič Dubel't da cui aveva avuto una figlia. Nel 1868, Giorgio Vittorio, principe di Waldeck e Pyrmont la creò contessa di Merenberg.
Nicola Guglielmo e Natal'ja ebbero tre figli:
- Sophie von Merenberg (1868-1927), creata nel 1891 contessa de Torby, sposò a Sanremo il 26 febbraio 1891 il Granduca Michail Michajlovič di Russia (1861-1929).
- Alessandrina von Merenberg (1869-1950) sposò Don Massimo de Elia (morto nel 1929);
- Giorgio Nicola von Merenberg (1871-1948) sposò prima la principessa Ol'ga Aleksandrovna Jur'evskaja  (1873-1925), figlia di Alessandro II di Russia e della sua moglie morganatica, la principessa Ekaterina Michajlovna Dolgorukova da cui ebbe figli ed in seconde nozze Adelheid Moran-Brambeer.

## Ascendenza
|                                                 |                           |                                                    | Genitori                                                   |  |  | Nonni |  |  | Bisnonni                                     |  |  | Trisnonni                                  |  |
|                                                 |                           |                                                    |                                                            |  |  |       |  |  | Carlo Cristiano, principe di Nassau-Weilburg |  |  | Carlo Augusto, principe di Nassau-Weilburg |  |
|                                                 |                           |                                                    |                                                            |  |  |       |  |  | Carlo Cristiano, principe di Nassau-Weilburg |  |  | Carlo Augusto, principe di Nassau-Weilburg |  |
|                                                 |                           | Augusta Federica Guglielmina di Nassau-Idstein     |                                                            |  |  |       |  |  | Carlo Cristiano, principe di Nassau-Weilburg |  |  |                                            |  |
| Federico Guglielmo, principe di Nassau-Weilburg |                           |                                                    |                                                            |  |  |       |  |  | Carlo Cristiano, principe di Nassau-Weilburg |  |  |                                            |  |
|                                                 |                           | principessa Carolina d'Orange-Nassau               | Guglielmo IV, principe d'Orange                            |  |  |       |  |  |                                              |  |  |                                            |  |
|                                                 |                           | principessa Carolina d'Orange-Nassau               | Guglielmo IV, principe d'Orange                            |  |  |       |  |  |                                              |  |  |                                            |  |
|                                                 |                           | principessa Carolina d'Orange-Nassau               | Anna, principessa reale                                    |  |  |       |  |  |                                              |  |  |                                            |  |
| Guglielmo, duca di Nassau                       |                           | principessa Carolina d'Orange-Nassau               |                                                            |  |  |       |  |  |                                              |  |  |                                            |  |
|                                                 |                           | Giorgio di Sayn-Hachenburg-Kirchberg               | Guglielmo Luigi di Sayn-Hachenburg-Kirchberg               |  |  |       |  |  |                                              |  |  |                                            |  |
|                                                 |                           | Giorgio di Sayn-Hachenburg-Kirchberg               | Guglielmo Luigi di Sayn-Hachenburg-Kirchberg               |  |  |       |  |  |                                              |  |  |                                            |  |
|                                                 |                           | Giorgio di Sayn-Hachenburg-Kirchberg               | contessa Luisa di Salm-Dhaun                               |  |  |       |  |  |                                              |  |  |                                            |  |
| burgravia Luisa Isabella di Kirchberg           |                           | Giorgio di Sayn-Hachenburg-Kirchberg               |                                                            |  |  |       |  |  |                                              |  |  |                                            |  |
|                                                 |                           | Isabella Augusta di Reuss-Greiz                    | Enrico XI di Reuss-Greiz                                   |  |  |       |  |  |                                              |  |  |                                            |  |
|                                                 |                           | Isabella Augusta di Reuss-Greiz                    | Enrico XI di Reuss-Greiz                                   |  |  |       |  |  |                                              |  |  |                                            |  |
|                                                 |                           | Isabella Augusta di Reuss-Greiz                    | Corradina di Reuss-Köstritz                                |  |  |       |  |  |                                              |  |  |                                            |  |
| Principe Nicola Guglielmo di Nassau             |                           | Isabella Augusta di Reuss-Greiz                    |                                                            |  |  |       |  |  |                                              |  |  |                                            |  |
|                                                 | Federico I di Württemberg | Federico II Eugenio, duca di Württemberg           |                                                            |  |  |       |  |  |                                              |  |  |                                            |  |
|                                                 | Federico I di Württemberg | Federico II Eugenio, duca di Württemberg           |                                                            |  |  |       |  |  |                                              |  |  |                                            |  |
|                                                 | Federico I di Württemberg | duchessa Federica Dorotea di Brandeburgo-Schwedt   |                                                            |  |  |       |  |  |                                              |  |  |                                            |  |
| principe Paolo Federico di Württemberg          | Federico I di Württemberg |                                                    |                                                            |  |  |       |  |  |                                              |  |  |                                            |  |
|                                                 |                           | duchessa Augusta di Brunswick-Wolfenbüttel         | Carlo Guglielmo Ferdinando, Duca di Brunswick-Wolfenbüttel |  |  |       |  |  |                                              |  |  |                                            |  |
|                                                 |                           | duchessa Augusta di Brunswick-Wolfenbüttel         | Carlo Guglielmo Ferdinando, Duca di Brunswick-Wolfenbüttel |  |  |       |  |  |                                              |  |  |                                            |  |
|                                                 |                           | duchessa Augusta di Brunswick-Wolfenbüttel         | principessa Augusta di Gran Bretagna                       |  |  |       |  |  |                                              |  |  |                                            |  |
| principessa Paolina di Württemberg              |                           | duchessa Augusta di Brunswick-Wolfenbüttel         |                                                            |  |  |       |  |  |                                              |  |  |                                            |  |
|                                                 |                           | Federico, duca di Sassonia-Altenburg               | Ernesto Federico III, duca di Sassonia-Hildburghausen      |  |  |       |  |  |                                              |  |  |                                            |  |
|                                                 |                           | Federico, duca di Sassonia-Altenburg               | Ernesto Federico III, duca di Sassonia-Hildburghausen      |  |  |       |  |  |                                              |  |  |                                            |  |
|                                                 |                           | Federico, duca di Sassonia-Altenburg               | principessa Ernestina Augusta di Sassonia-Weimar           |  |  |       |  |  |                                              |  |  |                                            |  |
| principessa Carlotta di Sassonia-Hildburghausen |                           | Federico, duca di Sassonia-Altenburg               |                                                            |  |  |       |  |  |                                              |  |  |                                            |  |
|                                                 |                           | duchessa Carlotta Georgina di Meclemburgo-Strelitz | Carlo II, granduca di Meclemburgo-Strelitz                 |  |  |       |  |  |                                              |  |  |                                            |  |
|                                                 |                           | duchessa Carlotta Georgina di Meclemburgo-Strelitz | Carlo II, granduca di Meclemburgo-Strelitz                 |  |  |       |  |  |                                              |  |  |                                            |  |
|                                                 |                           | duchessa Carlotta Georgina di Meclemburgo-Strelitz | principessa Federica d'Assia-Darmstadt                     |  |  |       |  |  |                                              |  |  |                                            |  |
|                                                 |                           | duchessa Carlotta Georgina di Meclemburgo-Strelitz |                                                            |  |  |       |  |  |                                              |  |  |                                            |  |